# San Cristóbal Lachirioag
San Cristóbal Lachirioag es una localidad del estado mexicano de Oaxaca. Es cabecera del municipio de San Cristóbal Lachirioag.

## Demografía
| Censo | Población |
| ----- | --------- |
| 1900  | 1 967     |
| 1910  | 1 978     |
| 1921  | 1 566     |
| 1930  | 1 844     |
| 1940  | 1 761     |
| 1950  | 1 675     |
| 1960  | 1 748     |
| 1970  | 1 679     |
| 1980  | 1 439     |
| 1990  | 1 475     |
| 1995  | 1 262     |
| 2000  | 1 184     |
| 2005  | 1 130     |
| 2010  | 1 229     |
| 2020  | 1 342     |